# شعبة (تصنيف)
الشعبة (باللاتينية: phylum) هي مرتبة تصنيفية من مراتب التصنيف الحيوي أدنى من المملكة في علم الأحياء، وأعلى من الطائفة، ويعتمد التصنيف داخل الشعبة على الهيئة الداخلية للكائن وليس على شكله الخارجي. في علم النبات يستخدم مصطلح «قسم» بدلاً من «الشعبة» على نحو تقليدي، على الرغم من أنه في عام 1993 تم قبول المصطلح «شعبة» في المؤتمر الدولي للنبات تحتوي المملكة الحيوانية على حوالي 35 شعبة؛ وتحتوي المملكة النباتية على 12 شعبة.
وتنضوي تحت الشعبة مرتبتان فرعيتان هما:
- الشعيبة
- الصف

البحوث الحالية التي تجرى في علم تطور السلالات (النشوء والتطور) Phylogenetics تكشف عن العلاقات بين الشُعَب، التي تَرِد في الأفرع الحيوية الأكبر، مثل الانسلاخيات والنباتات الجنينية.

## وصف عام وأمثلة مألوفة
تغيرت مفاهيم الشُعَب الحيوانية بالضرورة من أصولها المتركزة على ستة طوائف لينية وأربعة «تشعبات» ترجع لجورج كوفييه. فقد أدخل هيكل مصطلح phylum (بالعربية: شعبة) في علم التصنيف الحيوي، استناداً إلى الكلمة اليونانية phylon وهي تعنى قبيلة أو عشيرة. أما في علم تصنيف النبات، فقد قام ايشلر (1883) بتصنيف جميع النباتات إلى خمس مجموعات، وقام بوضع تقسيمات فرعية لها. وبشكل غير رسمي، يمكن اعتبار الشُعَب الحيوية كتصنيف للكائنات الحية في مجموعات على أساس الخصائص العامة لمخطط جسم الكائن. وبدرجة أكثر جذرية، يمكن تعريف الشعبة بطريقتين: الأولى كمجموعة من الكائنات الحية تتشابه بدرجة معينة في المورفولوجيا (التَشَكُل) والنمو (و هو التعريف التشابهي)، أو الثانية كمجموعة من الكائنات الحية تتشارك بدرجة معينة في القرابة الوراثية (التطورية) (و هو التعريف التطوري). وبشكل عام في تصنيف الكائنات الحية، أي محاولة لتحديد مستوى من المراتب اللينية دون الرجوع إلى القرابة الوراثية (التطورية) هو نهج غير مرضي، ولكن التعريف التشابهي يكون أكثر فائدة عند معالجة الأسئلة البحثية المتعلقة بالطبيعة الشكلية لدى الكائن— مثل السؤال عن مدى نجاح مخطاطات الجسم المختلفة للكائنات الحية.

### تعريف الشعبة بناءً على العلاقة الجينية
أحد المعايير الرئيسية في التعريفات السابقة هو "الدرجة المحددة" التي تحدد مدى اختلاف الكائنات الحية التي يجب أن تنتمي إلى شعب مختلفة. المطلب الأساسي هو أن الكائنات الحية داخل الشعبة يجب أن تكون مترابطة ببعضها البعض بشكل أكبر من ترابطها بأي مجموعة أخرى. ومع ذلك، يمكن أن يكون هذا المطلب إشكاليًا، حيث يعتمد على معرفة العلاقات بين الكائنات: ومع توافر المزيد من البيانات، خصوصًا من الدراسات الجزيئية، نصبح قادرين على تحديد العلاقات بين المجموعات بشكل أكثر دقة. وبالتالي، يمكن دمج أو تقسيم الشعب إذا اتضح أنها مرتبطة ببعضها أو لا. على سبيل المثال، تم تصنيف الديدان ذات اللحية كشعبة جديدة (Pogonophora) في منتصف القرن العشرين، ولكن بعد حوالي نصف قرن من البحث الجزيئي، تبين أنها مجموعة من الديدان الحلقية، لذا تم دمج الشعب (أصبحت الديدان ذات اللحية الآن فصيلة من الديدان الحلقية). من جهة أخرى، تم تقسيم الشعبة الطفيلية (الحيوانات المتوسطة) إلى شعبتين (مستقيمات السباحة و Rhombozoa) عندما اكتشف أن مستقيمات السباحة ربما تكون ثانويات الفم بينما Rhombozoa هي أوليات الفم.
نتيجة لهذا التغيير المستمر في تصنيف الشعب، دعا بعض علماء الأحياء إلى التخلي عن مفهوم الشعبة لصالح تصنيف الكائنات في سلالات دون تصنيف رسمي لحجم المجموعة.